# Биджу (город, Миннесота)
Биджу (англ. Bejou) — город в округе Маномен, штат Миннесота, США. На площади 1 км² (1 км² — суша, водоёмов нет), согласно переписи 2002 года, проживают 94 человека. Плотность населения составляет 96,5 чел./км².
- Телефонный код города — 218
- Почтовый индекс — 56516
- FIPS-код города — 27-04672[1]
- GNIS-идентификатор — 0639872[2]